# Майкаїнський рудник
Майкаїнський рудник – гірничодобувне підприємство в Павлодарській області Казахстану, яке здійснює розробку золото-колчедан-барит-поліметалічного Майкаїнського рудного поля. Найбільшим родовищем останнього є Майкаїн B, крім того, в різні періоди були залучені до розробки розташовані з ним у одній зоні завдовжки 4 км (отримала назву Головна) родовища Малий Майкаїн, Майкаїн А, Макаїн С, Макаїн D, Макаїн Е та Нове.
Видобуток із приповерхневих пластів провадили на Макаїні ще в стародавню епоху. Повторно наявність тут руд встановили наприкінці 19 століття, а в 1915 – 1919 роках обмежену розробку окислених руд родовищ B, C та D вели англійські концесіонери.
В 1934-му знову узялись за розробку Майкаїна, що перейшла до повномасштабної у 1954-му з початком спорудження повноцінного кар’єру компанією «Майкаїнзолото». Станом на початок 1960-х майже на всіх родовищах Макаїнського поля відкритим способом відпрацювали окислені руди (а на Майкаїн С – також верхню частину сульфідних руд із використанням шахтного методу), при цьому глибина кар’єрної розробки досягнула 180 метрів.
З 1934-го руду переробляли на амальгамаційній фабриці, а з 1939-го на фабриці вилучення золота №1, яка завершила діяльність у 1960-х роках. На тлі вичерпання окислених руд на руднику перейшли до використання флотаційного методу, при цьому з 1954-го провадили колективну флотацію, а з 1957-го – селективну із випуском золотовмісного продукту та мідного, цинкового, свинцевого, баритового та піритового концентратів. В тому ж 1957 році добова продуктивність сульфідної секції становила 250 тон руди. В 1962-му запустили нову збагачувальну фабрику №2, на якій з плином часу також організували переробку сульфідних руд родовищ Алпис, Сувенір та інших.
Розробка Майкаїн В кар’єром велась до 1976-го, а в 1979-му тут почали відпрацювання запасів підземним способом, для чого спорудили шахти «Капітальна» і «Вспомогательная» глибиною 340 метрів. Також використовують ряд виробіток, пройдених з борту кар’єра. В 2023-му анонсували плани відпрацювання запасів до глибини у 400 метрів із доведнням річної потужності рудника до 440 тисяч тон руди (станом на початок 2022 року залишкові балансові запаси руди оцінювались у 14,6 млн тон, в якій знаходиться 38 тон золота, 174 тисячі тон міді та 291 тисяч тон цинку).
В 2013-му видобуток руди з Майкаїн В склав 160 тисяч тон, при цьому в розробці знаходились мідні та мідно-цинкові руди. Товарна продукція складалась із золотовмісного, мідного та цинкового (в тому числі цинково-індієвого) концентратів. Продукування баритового концентрату не провадили через низький вміст бариту в руді, а піритового – через відсутність споживачів (можливо відзначити, що з 1970-х років в сусідній Акмолинській області на Цілинному гірничо-хімічному комбінаті діяло виробництво сульфатної кислоти на основі піритів, проте в 21 столітті тут стали використовувати гранульовану сірку). 
Наразі «Майкаїнзолото» через компанію Rence Enterprises належить «Русской медной компании», яка відправляє золотовмісний концентрат для аффінажу на заводі «Карабашмедь». Російський «Челябінський цинковий завод» приймає мідний та цинковий концентрати, а узбецький Алмалицький гірничо-металургійний комбінат закуповує мідний концентрат.